# Andreas Eberhard Rauber

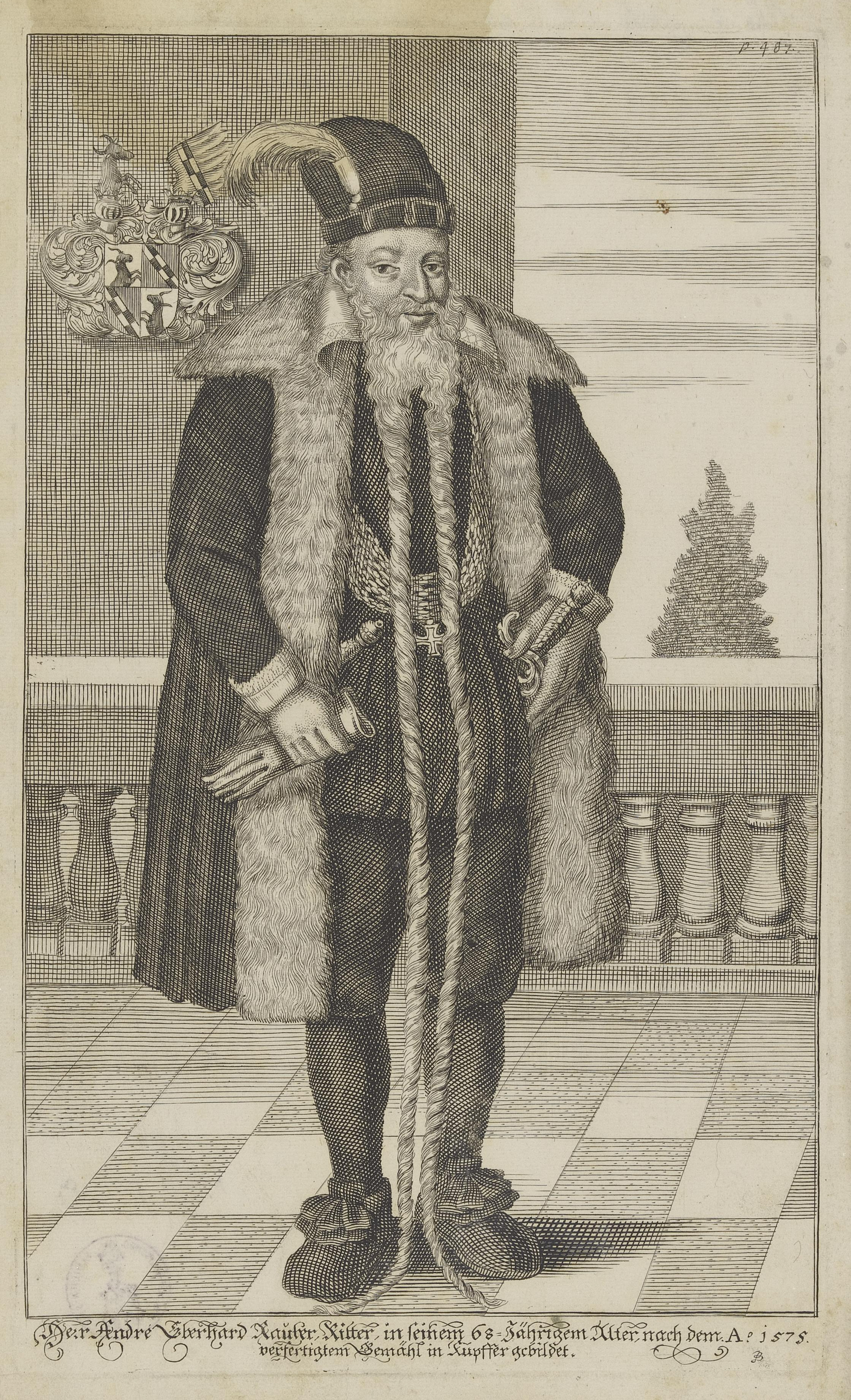
Andreas Eberhard Rauber

Andreas Eberhard Rauber (* 1507; † 1575 in Petronell) war Hofkriegsrat Kaiser Maximilians II. und wurde wegen seiner Größe und Körperkraft „Deutscher Herkules“ genannt.

## Leben
Andreas Eberhard Rauber von Thalberg und Weineck (slow. Kravjek, heute Gemeinde Ivančna Gorica) war ein teutscher Ritter und Kriegsrath von Kaiser Maximilian II. und berühmt wegen seines natürlichen großen Bartes. Er ging bis an die Füße, reichte von da wieder bis an den Gürtel und dann wickelte er ihn noch um einen Stock.
Kaiser Maximilian II. hatte mit einer Hofdame seiner Mutter eine als schöne und geistreich gerühmte Tochter, Helena Scharseg, gezeugt. Viele Herren und Ritter warben um sie. Bei den zwei wichtigsten entschied der Vater, jener sollte sie besitzen, welcher den Andern im Ritterspiele nach Kampfesvorschrift in den Sack steckte. Andreas Rauber gewann gegen einen Spanier und heiratete die natürliche Tochter des Kaisers. Diese Ehe blieb kinderlos. Seine zweite Frau war Ursel von Tschillack, die ihm vier Zwillingspaare gebar.

## Ehrungen
Die Raubergasse in Graz wurde nach Andreas Eberhard Rauber benannt.

## In der Kunst
- Das Bildniss des Andr. Eberh. Rauber in ganzer Figur, in landschaftlicher Umgebung Er ist mit seinem langen, bis unter die Füsse reichenden, Barte vorgestellt. Von einem unbekannten guten Meister. Auf Holz. ....... Hiezu der Kupferstich von J. A. Böner.[4]